# 레드 스컬
레드 스컬(Red Skull)은 마블 코믹스의에서 출간한 만화책에 슈퍼빌런으로 등장하는 가상인물이다. 그는 슈퍼 히어로 캡틴 아메리카의 최대의 적이며, 나치의 요원으로 묘사된다. 공동 작가 조 사이먼과 잭 커비 그리고 프랭스 헤런가 창작했으며, 1941년 3월 캡틴 아메리카 코믹스 #1에서 처음으로 등장한다. 그는 계속 진행되는 다양한 시리즈, 리미티드 시리즈 그리고 대체 시리즈에서 캡틴 아메리카의 적으로 출연중이다.
레드 스컬은 단독 작품 또는 마블의 작품으로 비디오 게임, 애니메이션 TV 프로그램, 실사화된 영화에서도 출연하였다. 휴고 위빙이 2011년 영화 캡틴 아메리카:더 퍼스트 어벤져에서 레드 스컬 역으로 연기하였다. 70년 이상을 냉동인간으로 살아왔기 때문에 육체가 노화되거나 스페이스 스톤의 영향으로 재생 불가능할 정도로 손상이 되었다. 캡틴아메리카에게 죽임을 당했고, 보르미르에서 소울스톤을 가지려는 사람을 안내해준다.
레드 스컬은 미국 만화 잡지사 위저드가 선정한 "역대 최고의 빌런 100위"중에서 21위를 하였고 또한 미국 웹사이트 IGN이 선정한 "역대 코믹스 최고의 빌런" 중 14위를 기록하였다.

## 담당 배우

### 영화
- 캡틴 아메리카(1990) - 스콧 폴린
- 퍼스트 어벤져(2011) - 휴고 위빙
  - 어벤져스: 인피니티 워(2018) - 로스 마퀀드
  - 어벤져스: 엔드게임(2019) - 로스 마퀀드

## 담당 성우

### TV 애니메이션
- 스파이더맨(1981) - 피터 컬런
  - 스파이더맨과 그의 놀라운 친구들(1981) - 피터 컬런
- 스파이더맨(1994) - 데이비드 워너, 얼 보엔
- 슈퍼 히어로 스쿼드(2009) - 마크 해밀
- 어벤저스: 지구 최강의 영웅들(2010) - 스티븐 블룸
- 어벤저스 어셈블(2013) - 리엄 오브라이언
  - 헐크와 스매쉬 요원들(2013) - 리엄 오브라이언
- 디스크 전사 어벤져스(2014) - 키요카와 모토무
- 마블 퓨쳐 어벤져스(2017) - 키요카와 모토무

### 비디오 게임
- 캡틴 아메리카: 슈퍼 솔저(2011) - 키스 퍼거슨
- 레고 마블 슈퍼 히어로즈(2013) - 스티븐 블룸
- 레고 마블 어벤저스(2016) - 리엄 오브라이언
- 마블 얼티밋 얼라이언스 3: 블랙 오더(2019) - 리엄 오브라이언